# Bartolomeu dos Mártires
Bartolomeu dos Mártires, O.P. (Lisboa, Mártires, 3 de maio de 1514 – Viana do Castelo, Convento de Santa Cruz, 16 de julho de 1590), foi um influente Arcebispo, que actuou em Braga entre 1559 e 1582. É lembrado como um modelo de benevolência e dedicação para a Igreja Católica.
Participou de forma notável no Concílio de Trento como defensor de um tempo de graça e renovação. Os resultados obtidos foram próximos aos desejados devido ao seu entusiasmo como porta-voz de uma ala renovadora, mas também como testemunha viva do que já tinha começado e iria continuar praticando na Igreja. Esteve presente nas reuniões de 1562 e 1563, na qual apresentou 268 petições. Defendeu a primazia bracarense em oposição ao Arcebispo de Toledo, já que ambos reivindicavam a primazia das Espanhas, a tal ponto que teve de ser aberta uma porta extra para que pudessem entrar ao mesmo tempo.
O arcebispo primaz, rapidamente, procurou aplicar as normas de Trento através do Sínodo Provincial de 1566. Acabou encontrando resistências no conservadorismo e comodismo das estruturas eclesiásticas de Braga. No entanto, isso não o impediu de continuar defendendo o que acreditava e almejar o ordenamento do clero e da população. D. Frei Bartolomeu dos Mártires privilegiou a formação dos futuros presbíteros com a fundação de um seminário, o primeiro depois de Trento. Teve atenção na formação permanente dos sacerdotes, escrevendo o “Catecismo ou Doutrina Cristã e Práticas Espirituais”, para que instruíssem os fiéis.
Era muito popular e passava a maior parte do tempo em visita pastoral na sua longa e diversificada arquidiocese. Preocupou-se muito com várias questões sociais, durante a peste de 1570 e a crise econômica de 1574, as suas obras de caridade foram exemplares.
Durante a crise da sucessão de 1580 manteve a sua neutralidade esperando que a questão se resolvesse politicamente. Mesmo assim, apesar da sua aparente imparcialidade, renunciou ao Arcebispado de Braga em 1582, logo que as Cortes aclamaram Filipe II de Espanha como Rei de Portugal e o seu discípulo Prior do Crato abandonou o País.
Os últimos 8 anos de vida passou-os S. Bartolomeu recolhido no convento de Santa Cruz, em Viana do Castelo e com tal fama de homem santo, pai dos pobres e dos enfermos, que os vianenses tiveram de proteger o seu cadáver dos bracarenses que o reivindicavam.
O Papa Francisco concedeu, a 20 de Janeiro de 2016, em audiência à Congregação para a Causa dos Santos, a autorização necessária à dispensa do milagre formalmente demonstrado para a declaração de Santidade do Beato D. Frei Bartolomeu dos Mártires. A canonização foi aprovada a 5 de Julho de 2019.

## Trajetória eclesiástica

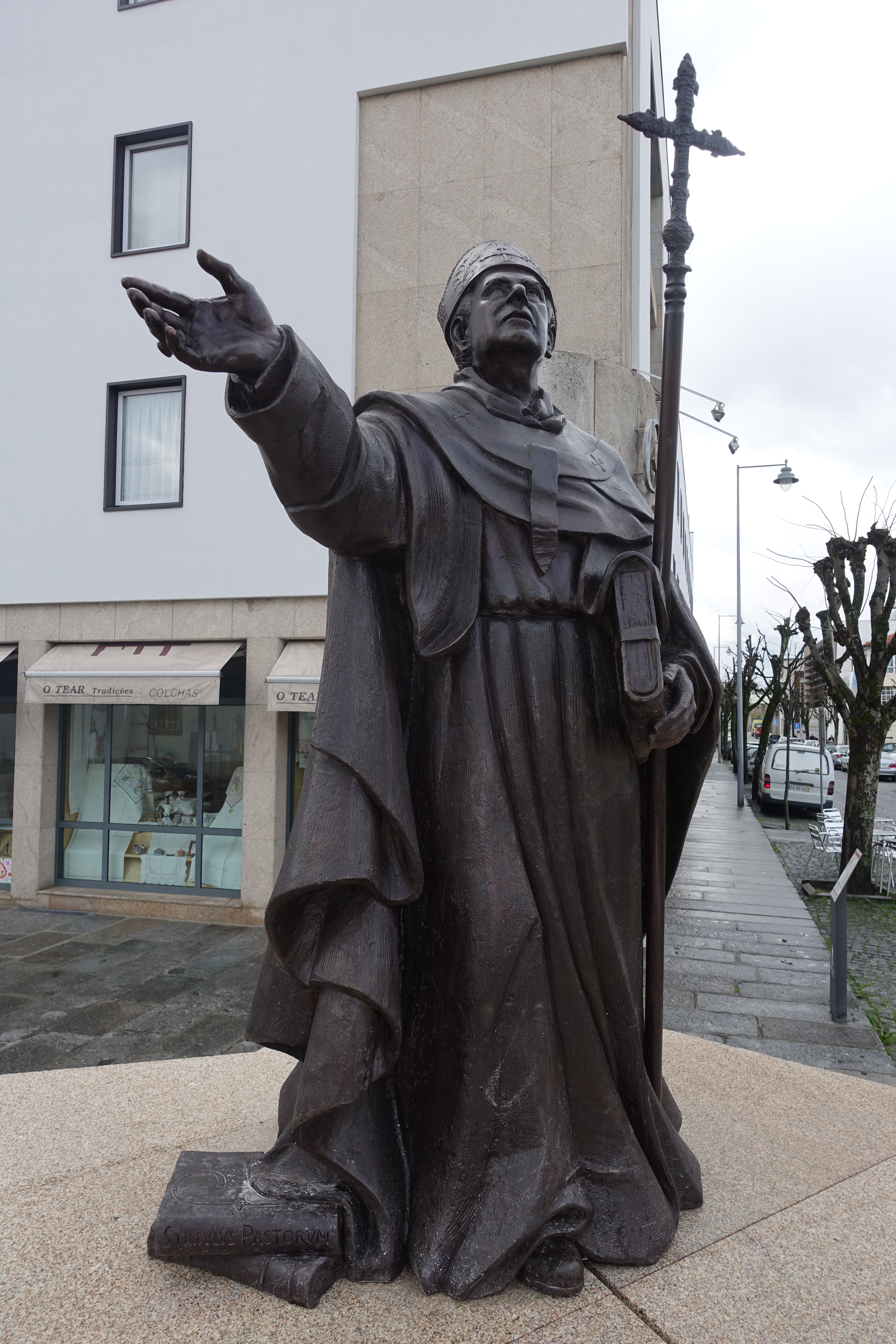
Estátua de São D. Frei Bartolomeu dos Mártires, inaugurada no ano de 2017, em Braga.

### Primeiros anos
Bartolomeu Fernandes, filho de Domingos Fernandes e de sua mulher Maria Correia, nasceu no dia 3 de Maio de 1514, em Verdela, na freguesia dos Mártires, na região de Lisboa. Veio duma família humilde e, até ao fim da sua vida, manteve-se fiel às suas origens. A sua infância foi marcada pelo seu fervor religioso.
Ingressou na Ordem Dominicana a 11 de Novembro de 1528, aos catorze anos de idade, sob o nome de Frei Bartolomeu dos Mártires, em alusão aos ditos que deram o seu nome às suas Paróquia e Freguesia de nascimento, e estudou no studium do Convento de São Domingos de Lisboa, dando início a um curso de Artes. Só começou seu primeiro curso de Teologia em 1542, aos vinte e oito anos, no Convento de Batalha. Ambos os estudos contribuíram para seu convívio com elementos da ordem Dominicana.
A esta altura, o jovem começou a fazer seu nome dentro da Ordem, alcançando grande prestígio entre seus colegas e chamando a atenção de seus superiores, que chegaram a pedir a intervenção do rei D. João III para que ele pudesse concorrer ao grau de Mestre na Universidade de Coimbra. Após terminar seu magistério, em 1551, Frei Bartolomeu dos Mártires suspendeu suas lições e seguiu para o Capítulo Geral, celebrado em Salamanca, para receber seu grau de Mestre em Teologia.
Em 1552, o Frei foi chamado a Évora a fim de exercer a função de Mestre de D. Antonio, futuro Prior do Crato e pretendente à coroa portuguesa, num colégio fundado por D. Henrique e com a direção de padres jesuítas. Não se sabe muito sobre seu trabalho nessa época, apenas que essa experiência serviu para o desenvolvimento de suas relações políticas, assim como sua espiritualidade. Passou a dar mais importância para a pregação, a catequese e pela participação ativa na comunidade, influenciado pelo contato com os jesuítas.

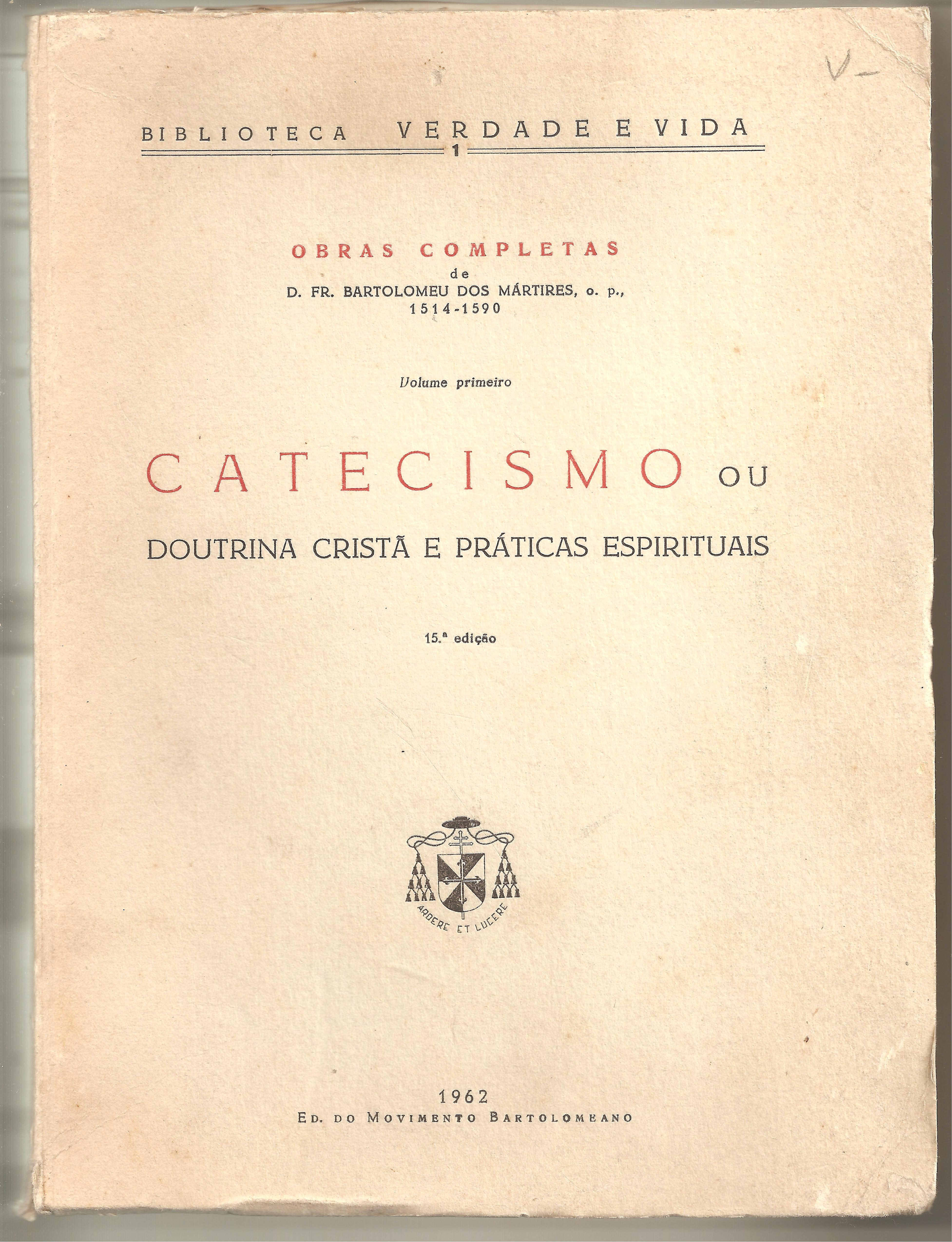
Catecismo ou Doutrina Cristã e Práticas Espirituais.

### Primeiros escritos
Frei Bartolomeu dos Mártires teria começado os seus primeiros trabalhos sobre a Suma Teológica de São Tomás de Aquino em 1542, durante seus os estudos sobre Teologia. Nesses escritos, ele fazia análises críticas e debatia questões polémicas. Depois, em 1548, ele iniciou suas lições sobre as questões da Secunda Secundae, onde demonstra profunda erudição e cita diversos teólogos durante as suas análises. Entre 1550 e 1551, também escreve sobre a Prima Secundae, até deixar o convento em 1552.
Ofereceu também a sua opinião sobre um tema polémico e bastante debatido na época, o preceito da correção fraterna. Frei Bartolomeu dos 
Mártires defendia a proteção da boa fama dos pecadores junto à comunidade, acreditando que pecados que eram cometidos em segredo deveriam ser corrigidos também em segredo e não publicamente, algo que ia contra algumas premissas da Inquisição.
Seguindo as ideias de São Tomás de Aquino, Frei Bartolomeu dos Mártires acreditava que existiam dois tipo de infidelidade. O primeiro tipo de infiel era aquele que não conhecia e nunca tinha ouvido a palavra cristã, este, ao morrer, era perdoado do seu pecado. Já o segundo tipo era aquele que conhecia, mas que negava a palavra de Cristo ou que se opunha a ela, não sendo perdoado caso morresse nesta condição.
Entre o fim de 1557 e início de 1558, Frei Bartolomeu dos Mártires torna-se Prior do Convento de Benfica, mas permanece no cargo por pouco tempo. Em 1558, D. Frei Baltasar Limpo, até então arcebispo de Braga primaz das Espanhas morre, sendo necessário nomear um substituto para a mais antiga diocese do reino. A escolha do arcebispo primaz requer um reconhecimento dos níveis de formação e carreira, no entanto, a escolha de Frei Bartolomeu dos Mártires deu-se também pela necessidade de efectuar uma reforma na Igreja, como refere o seu hagiólogo Frei Luís de Sousa. Foi consagrado em 3 de setembro de 1559, no Convento de São Domingos de Lisboa, pelas mãos de Dom João Soares, O.S.A., bispo de Coimbra, coadjuvado por Dom Julião de Alva, bispo de Portalegre e por Dom Pedro Fernando, bispo-titular de Hippos.
A cidade de Braga encontrava-se então “a ferro e fogo” com a prisão de 23 importantes mercadores no ano anterior, sob influência de Baltasar Limpo e de um Cabido da Sé igualmente empenhado nas atividades do inquisidor santo ofício. E esta foi a primeira grande revolução que Bartolomeu protagonizou – restaurar a paz social na capital do arciprestado.

## Atuação no Concílio de Trento

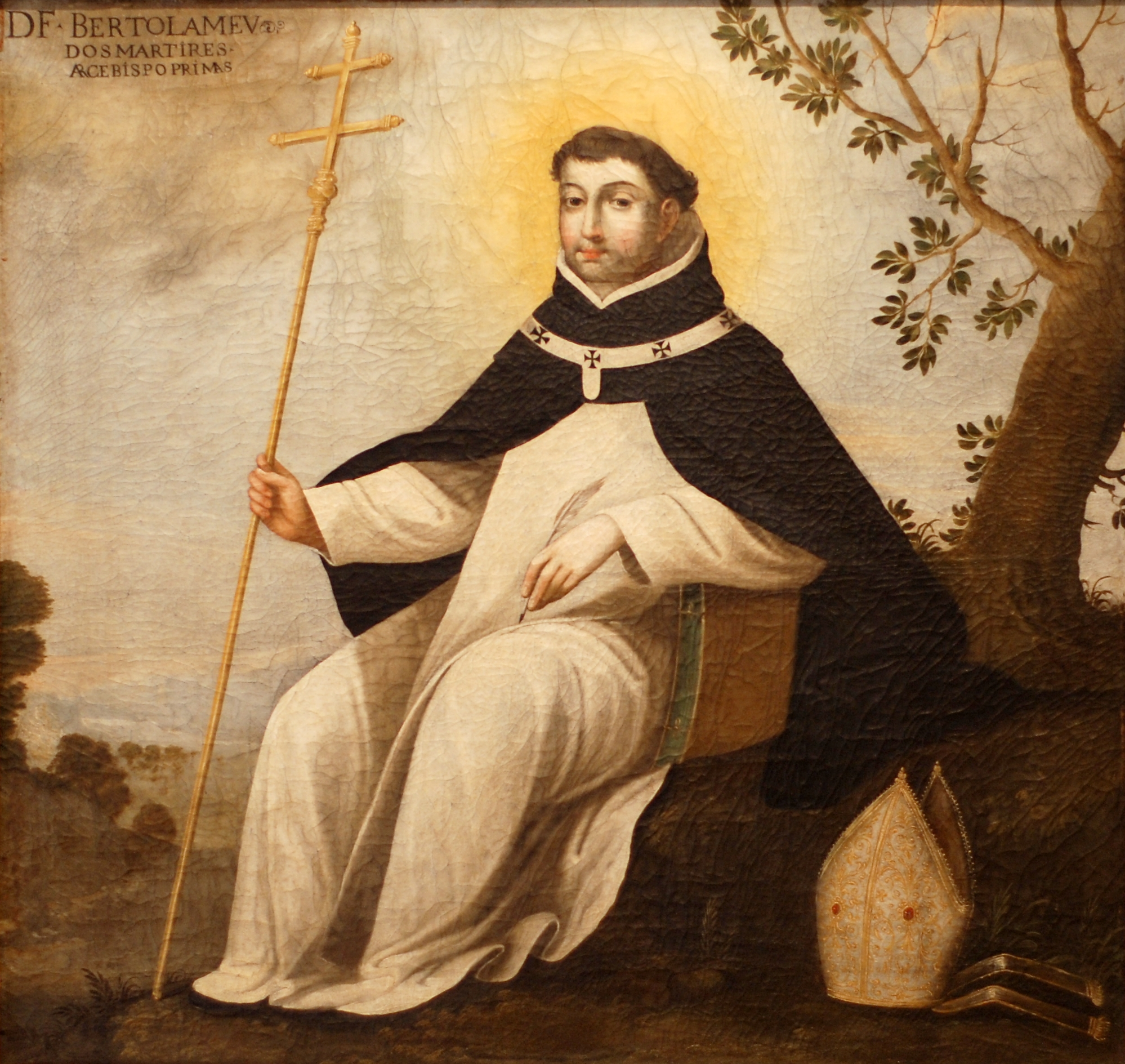
Retrato do jovem Bartolomeu dos Mártires.

O século XVI foi turbulento para a Igreja Católica. A vida de muitos membros era dominada por luxúria e ganância, com o consequente desleixo religioso. São conhecidas as desavenças que conduziram à formação de novas confissões cristãs.
D. Frei Bartolomeu dos Mártires também ansiava por uma reforma, mas não com esse desfecho, já que defendia a plena comunhão eclesial, na terceira fase do Concílio de Trento. Tratava-se de uma reforma para a qual há muito se preparava pelo modo de viver simples e despretensioso, piedoso e dedicado de frade dominicano.
A sua participação no Concílio de Trento marca uma importante época na vida de D. Frei Bartolomeu dos Mártires, que teve um papel principal na assembleia. Há inclusivamente muitos e credenciados historiadores o elegem como “a figura maior do Concílio”. Igualmente reconhecido é o seu pioneirismo na aplicação nas normas e doutrina lá definidas.
O Arcebispo de Braga Primaz das Espanhas estava entre os três prelados portugueses que atenderam ao chamado de Roma para participar do Concílio e seu vasto conhecimento teológico e o fato de ter sido um dos primeiros a atender a convocação, fizeram com que logo ele fosse respeitado entre os presentes.
A sua acção no Concílio foi marcada pela defesa do princípio da correção fraterna e da força episcopal como principal força da reforma. Após chegar a cidade de Trento, D. Frei Bartolomeu dos Mártires ficou por alguns meses esperando pelo início das suas sessões e, durante esse período, ele escreveu a Suma Geral dos Concílios, O Stimulus Pastorum e outras duzentas e sessenta petições que tratavam do estado da Cúria e da necessidade de uma reforma. Ele defendeu a importância dar fim ao absenteísmo e à negligência dos bispos e afirmou o poder episcopal frente à investida dos embaixadores de Portugal e de Espanha.

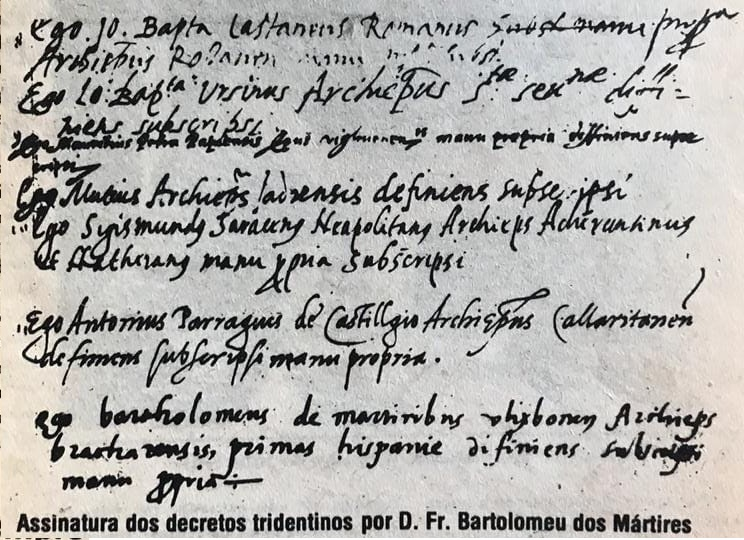
Assinatura dos decretos tridentinos por D. Fr. Bartolomeu dos Mártires.

Num dos seus escritos, Estímulo de Pastores (1565), que acabou por se tornar um dos maiores espelhos dos bispos da época, D. Frei Bartolomeu dos Mártires discorre sobre o ofício episcopal e sobre sua responsabilidade para com a manutenção dos bons costumes cristãos e a salvação dos fiéis sob sua jurisdição. Esta obra reforça que a posição do Arcebispo de Braga Primaz das Espanhas era diferente do procedimento inquisitorial, uma vez que ele defendia a aplicação de punições mais leves aos fiéis, por acreditar que os castigos muito árduos mais afastavam as pessoas, do que as ajudavam. Para ele, apenas casos muito graves mereciam punições severas. D. Frei Bartolomeu dos Mártires também divergia da Inquisição por não priorizar a perseguição dos cristãos-novos e sim outros delitos que não recebiam tanta atenção nos tribunais inquisitoriais, como a feitiçaria e o luteranismo.
O que também fica muito claro nos seus escritos é a importância que D. Frei Bartolomeu dos Mártires dá para a prática das visitas na atividade pastoral. Ele as utilizou como meio de afirmar sua autoridade frente ao Cabido da Sé, com o qual teve inúmeros conflitos, e à Inquisição. Até o momento em que obteve sua dispensa do cargo de Arcebispo de Braga, o Frei já havia percorrido diversas vezes toda sua Arquidiocese, colocando as viagens junto das atividades na cidade de Braga.

## Actuação no Arcebispado de Braga

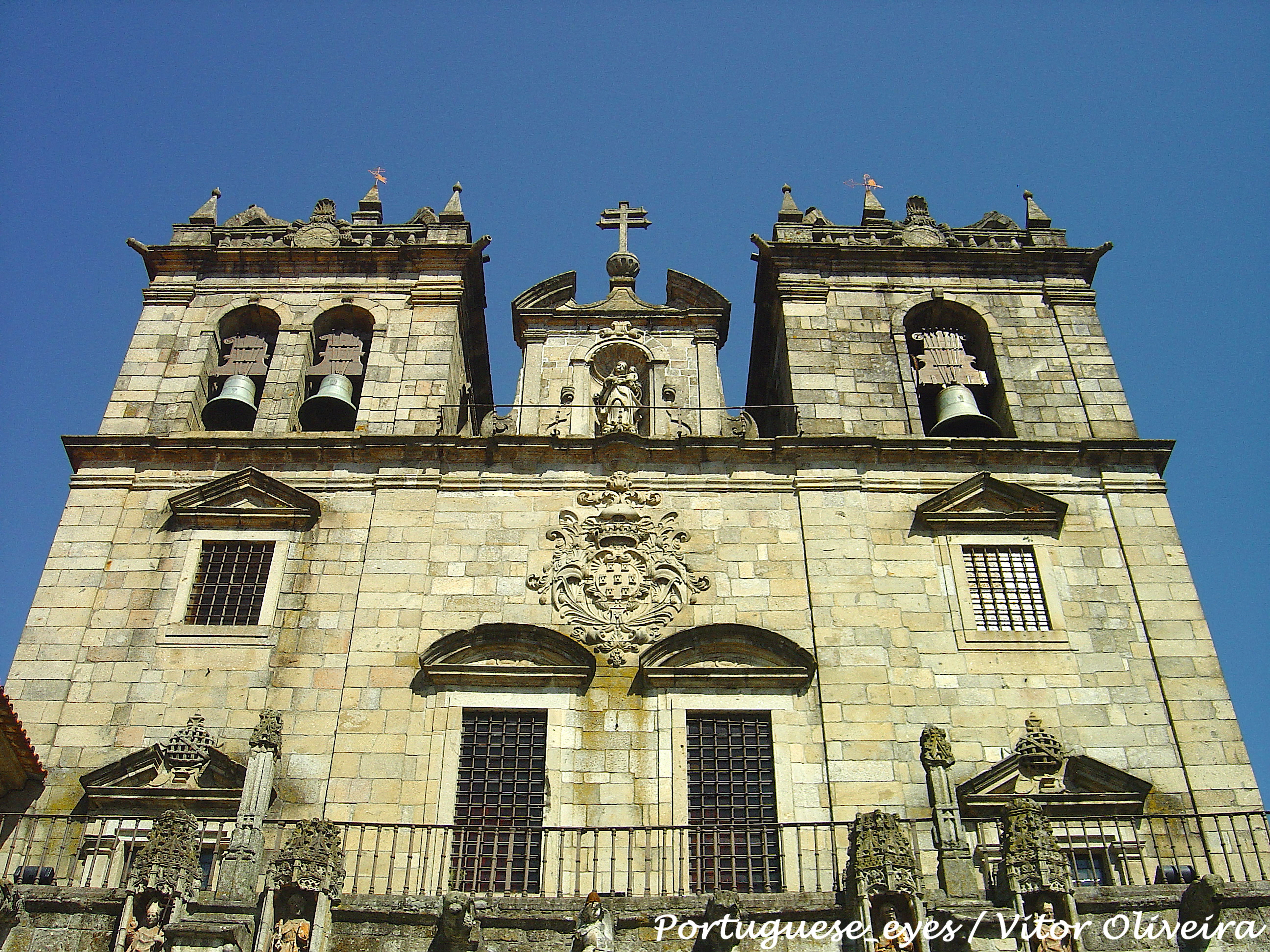
Fachada da atual Sé de Braga.

Preocupado com o despreparo do clero e com a falta de conhecimento da doutrina católica por parte dos fiéis, Bartolomeu escreveu um catecismo, que foi distribuído a todos os clérigos do Arcebispado de Braga. Este catecismo foi separado em duas partes, uma primeira que fazia uma exposição da oração do Pai Nosso, da profissão de fé (o Credo ou Creio), dos Dez Mandamentos, dos pecados capitais e dos sacramentos. A segunda parte possuía práticas e sermões a serem lidos aos fiéis aos domingos e dias de festa. A leitura deste catecismo se fez obrigatória a todos aqueles que não eram profundos conhecedores (doutos) da Sagrada Escritura, de Teologia ou dos Cânones, o que abrangia grande parte da população, e por esse motivo a obra se difundiu por todo o território português. Bartolomeu tinha como objetivo atingir as camadas mais simples da população, abordando a doutrina cristã de forma acessível, para que todos tivessem conhecimento dos pecados contra a fé, especialmente a feitiçaria, para que esse crime fosse erradicado.

Mapa actual de Portugal: em rosa, a província eclesiástica de Braga e em vermelho, a sua Diocese.

D. Frei Bartolomeu dos Mártires expressou diversas vezes ao longo da obra o temor do assalto demoníaco que caracterizou o período tratado.
Uma análise do governo do Arcebispado de Braga, sob o comando de D. Frei Bartolomeu dos Mártires deixa a impressão de que ele não teria uma oposição ideológica total contra os cristãos-novos.
D. Frei Bartolomeu dos Mártires foi um dos defensores do princípio da correção fraterna, adotando a correção dos hereges em segredo, ao invés de enviá-los ao Santo Ofício, ou de julgá-los em tribunais episcopais; com isso, tornava-se possível poupar o indivíduo de uma pena mais dura e da exposição pública.
A atividade exercida por D. Frei Bartolomeu dos Mártires no Arcebispado de Braga no período inquisitorial criou uma dinâmica diferenciada das habitualmente encontradas no restante do território português, uma vez que se fez presente uma insistente presença de denúncias de crimes de presença demoníaca e feitiçaria num grau muito maior do que se comparado com a presença dessas mesmas denúncias em outras partes do território lusitano, que tinha em seu Santo Ofício um foco muito mais contundente sobre as práticas do crime de judaizar e do criptojudaísmo.

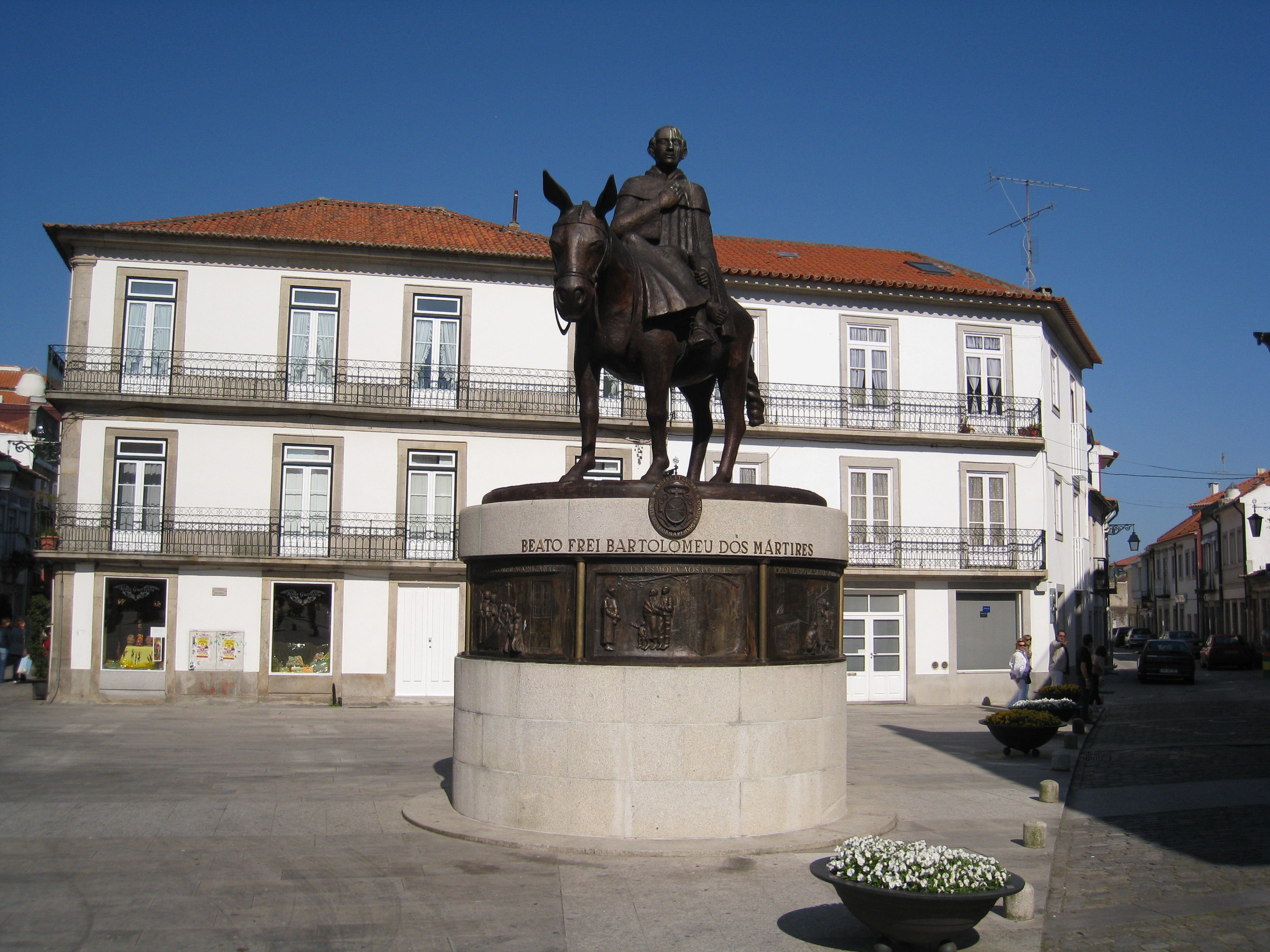
Estátua de São D. Frei Bartolomeu dos Mártires inaugurada no ano de 2008 em Viana do Castelo. Busca representar uma figuras mais importante de região, pela sua dedicação aos pobres e doentes, notável participação em Trento e cofundação do convento de Santa Cruz.

### Visitas pastorais
Conhecido por ser um arcebispo muito cuidadoso, D. Frei Bartolomeu dos Mártires realizou mais de 90 visitas em todas as 1260 paróquias que faziam parte da Arquidiocese de Braga.
Elas possibilitaram que o Frei colocasse seu plano pastoral em prática. O qual foi desenvolvido desde o início do seu episcopado e baseou-se em formulários que se aplicavam a cada paróquia, sendo eles novos e/ou específicos conforme as suas necessidades. Daí se criou um autêntico programa de reforma pastoral.
Grande defensor da permanência do arcebispo em sua arquidiocese para que assim pudesse melhor administrá-la, D. Frei Bartolomeu dos Mártires foi um dos primeiros a tomar essa atitude. As normatizações elaboradas possibilitaram a prosperidade de seu projeto: formação de um clero mais preparado, aumento no número de fiéis participativos e devotos. Dentre elas, podemos citar: 
1. O ensino da doutrina cristã antes ou depois da missa aos meninos e pessoas mais necessitadas;[28]
2. A homilia (palavra dirigida aos fiéis após a leitura do evangelho) tornou-se obrigatória;[28]
3. Todos os sacerdotes deveriam ter uma licença para atuar em igreja, conforme a Constituição clerical;[28]
4. Campanha contra o hábito de jurar sem causa em nome de Deus.[28]

## Beatificação e canonização

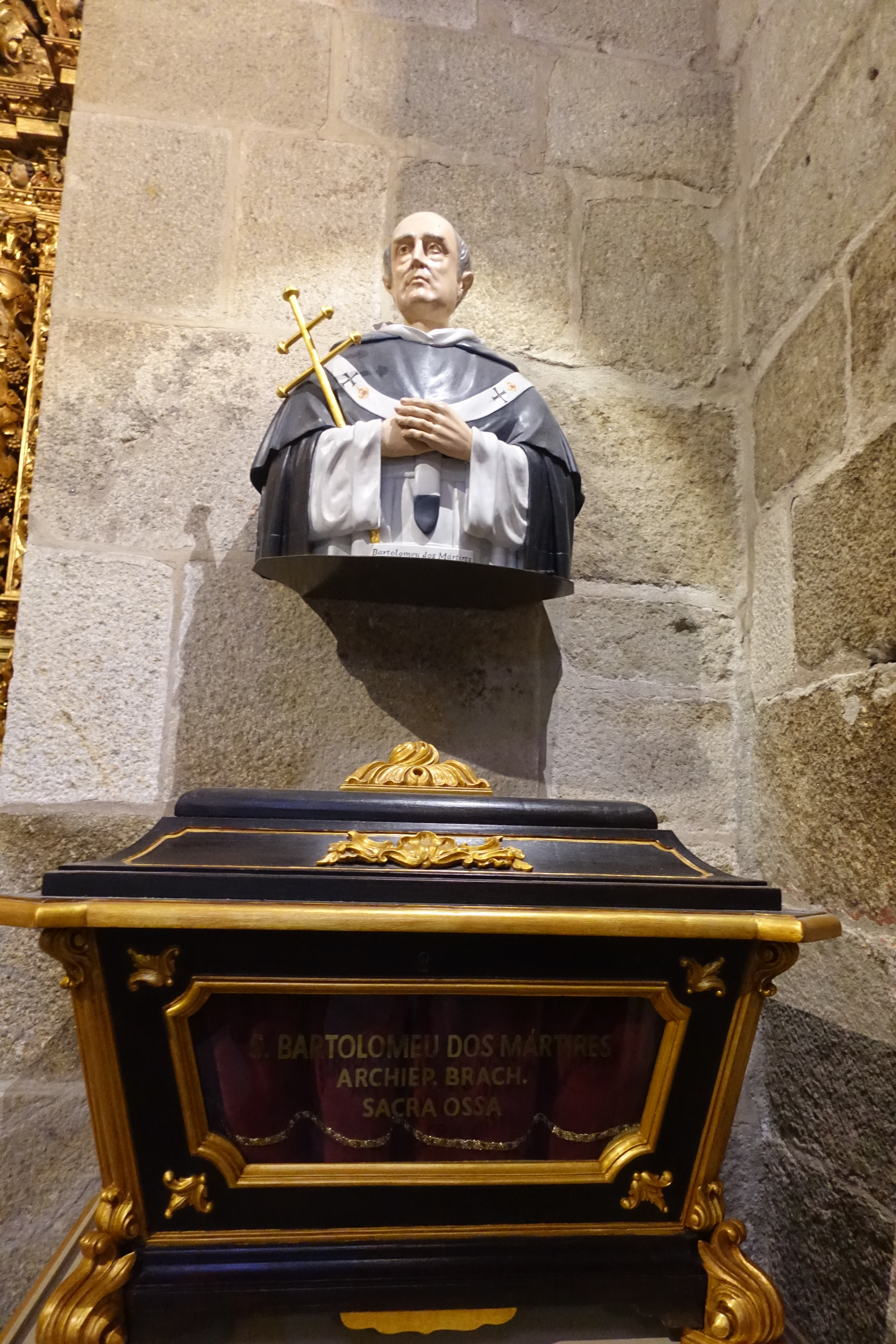
Interior da Sé de Braga

A Arquidiocese de Braga é uma Igreja com raízes históricas muito antigas e profundas. Seu patrimônio é bastante rico, em Portugal, é apelidada de “Roma Portuguesa”. Tal desenvolvimento espiritual e pastoral deve-se à atividade dos seus pastores, inclusive a marcante atuação de D. Frei  Bartolomeu dos Mártires.
Pelas suas virtudes, já em vida foi considerado santo. Tanto clérigos, quanto leigos o chamavam de "Arcebispo Santo".
O processo de reconhecimento da santidade de D. Frei Bartolomeu dos Mártires foi iniciado pouco tempo depois da sua morte pelos seus sucessores na sede de Braga. Constatando a profunda veneração que o povo tinha por ele e as inúmeras graças obtidas de Deus, por seu intermédio, ordenaram a recolha de depoimentos entre os fiéis em diversos territórios como Braga, Viana do Castelo e de sua cidade natal.
O seu famoso caso de intervenção percorreu então o itinerário canônico, desde a Cúria Arquidiocesana de Braga, via postulação, até à Congregação para a Causa dos Santos. O estudo pericial a que foi sujeito na Cúria Romana confirmou que o acontecimento era "inexplicável pela Ciência", o que levou os Teólogos Consultores e a Sessão Ordinária de Cardeais e Bispos a declararem tratar-se de "um milagre divino". Na sequência disso, o Papa São João Paulo II declarou, a 4 de Novembro de 2001, D. Frei Bartolomeu dos Mártires como Beato, estabelecendo o 18 de Julho como dia litúrgico da sua veneração oficial.
Para o reconhecimento da Santidade do Beato D. Frei Bartolomeu dos Mártires, em vida e após a sua morte, foi certamente decisivo o seu grandioso contributo para a renovação da Igreja da sua época.
Desde 20 de Janeiro de 2016, entrou em fase final o processo de canonização. O Papa Francisco, em audiência à Congregação para a Causa dos Santos, autorizou a dispensa do milagre formalmente demonstrado para a declaração de Santidade.
O pedido em questão ressaltava seu entusiasmo, sua dedicação, criatividade e ousadia na hora de responder aos problemas do seu tempo. Além de referir-se a ele como um pastor exemplar, verdadeiramente inesquecível e enaltecer suas obras de caridade e formação.
A 6 de Julho de 2016, foi anunciado que o Papa Francisco decidiu canonizar o Beato D. Frei Bartolomeu dos Mártires através do processo de equipolência. A leitura solene do Decreto aconteceu em Braga, no dia 10 de Novembro de 2019.

## Cronologia
1514
nasce
1528
ingressa no convento aos 14
1542
começa a lecionar teologia
1559
é ordenado arcebispo aos 45
1562
é eleito para organizar o índice dos livros proibidos e apontar os remédios mais convenientes para os livros heréticos
1563
participa do Concílio de Trento
1564
apresenta o seu catecismo para ser lido na sua diocese
1580
motins em Braga, bandos vindos de Prado tentam matá-lo
1582
finaliza a sua atividade como arcebispo de Braga
1590
falece aos 76
1631
organização do seu processo canônico
1845
é declarado venerável pelo Papa Gregório XVI
2001
o Papa João Paulo II procede à sua beatificação
2016
processo de canonização em estado final
2019
é declarado santo pelo Papa Francisco